# René Cottet
René Cottet, né le 25 novembre 1902 à Paris et mort le 24 avril 1992 à Nyons, est un peintre et graveur français.

## Repères biographiques
Fils d'une couturière, René Cottet naît le 25 novembre 1902 dans le 14e arrondissement de Paris.
Élève d’Auguste Laguillermie et d’Antoine François Dezarrois, il expose au Salon des artistes français, où il reçoit la mention honorable en 1929. Puis, de 1933 à 1934, il est pensionnaire de Casa de Velázquez en tant que boursier de la ville de Paris.
Il a été professeur de gravure en taille-douce au l’École supérieure des arts et industries graphiques Estienne (ESAIG) à Paris et dessinateur et graveur de timbres-poste.
Cottet dessine et grave plus de six cents timbres pour la France, le Luxembourg, le Maroc, Monaco ou encore la Tunisie.

## Réalisations

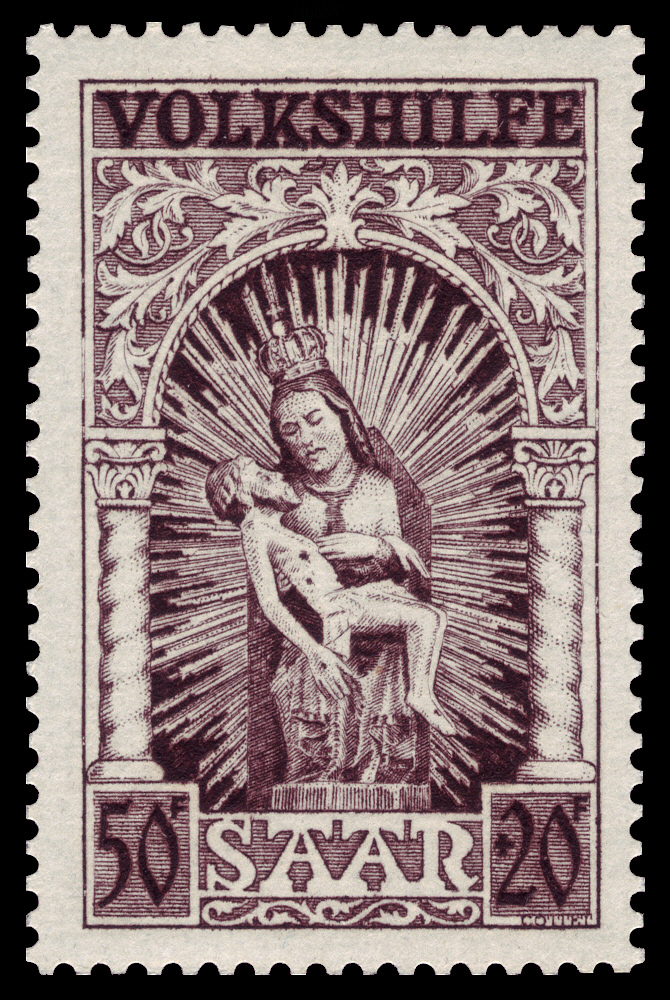
Madonna von Blieskastel (1949).

- La Madone de Blieskastel, timbre-poste de la Sarre ; alors, 1949, sous protectorat français ; d'une valeur de 50 franc sarrois plus 20 franc sarrois de surtaxe édité pour le Volkshilfe.
- Georges-Eugène Haussmann, timbre-poste dessiné et gravé d'après le tableau-portrait d'Adolphe Yvon, 1952.
- Sauvegarde des monuments de Nubie, timbre-poste algérien dessiné en 1964.

## Prix René-Cottet
En son hommage, l'un de ses élèves, le graveur Pierre Albuisson, crée en 2008 le prix René-Cottet, qui remplace le prix Créaphil et qui est également décerné chaque année lors du Salon philatélique d'automne à Paris. Les lauréats en sont Claude Perchat en 2008, Cyril de La Patellière en 2009, Noëlle Le Guillouzic en 2010 et Sophie Beaujard en 2011.